# Premio del National Board of Review 1940
Los 12° Premios del National Board of Review fueron anunciados en 1940.

## 10 mejores películas
- The Grapes of Wrath (Viñas de ira / Las uvas de la ira)
- The Great Dictator (El gran dictador)
- Of Mice and Men (La fuerza bruta / De ratones y hombres)
- Our Town (Nuestro pueblo / Sinfonía de la vida)
- Fantasia
- The Long Voyage Home (Hombres del mar / Hombres intrépidos)
- Foreign Correspondent (Corresponsal extranjero / Enviado especial)
- The Biscuit Eater (Casta de campeones)
- Gone with the Wind (Lo que el viento se llevó)
- Rebecca

## Ganadores
Mejor película
- The Grapes of Wrath (Viñas de ira / Las uvas de la ira)

Mejor película extranjera
- La femme du boulanger (La mujer del panadero / El pan y el perdón) – Francia

Mejor documental
- The fight for life

Mejor Actuación
- Jane Bryan como Leni Kraft - We Are Not Alone (No estamos solos)
- Charles Chaplin como el barbero / Adenoid Hynkel - The Great Dictator (El gran dictador)
- Jane Darwell como Ma Joad - The Grapes of Wrath(Viñas de ira / Las uvas de la ira)
- Betty Field como Mae Jackson - Of Mice and Men (La fuerza bruta / De ratones y hombres)
- Henry Fonda como Tom Joad en The Grapes of Wrath (Viñas de ira / Las uvas de la ira) y como Frank James en The Return of Frank James (La venganza de Frank James)
- Joan Fontaine como la señora Winter - Rebecca
- Greer Garson como Elizabeth Bennet - Pride & Prejudice (Más fuerte que el orgullo / Orgullo y Prejuicio)
- William Holden como George Gibbs - Our Town (Nuestro pueblo / Sinfonía de la vida)
- Vivien Leigh como Scarlett en Gone with the Wind (Lo que el viento se llevó) y como Myra en Waterloo Bridge (El puente de Waterloo)
- Thomas Mitchell como Driscoll - The Long Voyage Home(Hombres del mar / Hombres intrépidos)
- Raimu como Aimable Castanier - La femme du boulanger (La mujer del panadero / El pan y el perdón)
- Ralph Richardson como Will Kobling - The Fugitive (Asesino)
- Flora Robson como Jessica Newcome - We Are Not Alone (No estamos solos)
- Ginger Rogers como Ellie May Adams - Primrose Path (Una nueva primavera / Pecadora sin manchas)
- George Sanders como Jack Favell - Rebecca
- Martha Scott como Emily Webb - Our Town (Nuestro pueblo / Sinfonía de la vida)
- James Stewart como Alfred Kralik - The Shop Around the Corner (El bazar de las sorpresas)
- Conrad Veidt como el general Kurt von Kolb - Escape (Fugitivos del destino)